# Національний університет Сан-Маркос
Національний університет Сан-Маркос (ісп. Universidad Nacional Mayor de San Marcos, UNMSM) — публічний університет, розташований в Ліма, Перу.

## Історія
Заснований 12 травня 1551 року відповідно до указу короля Карла V на базі домініканської школи імені святого Марка.

## Галерея

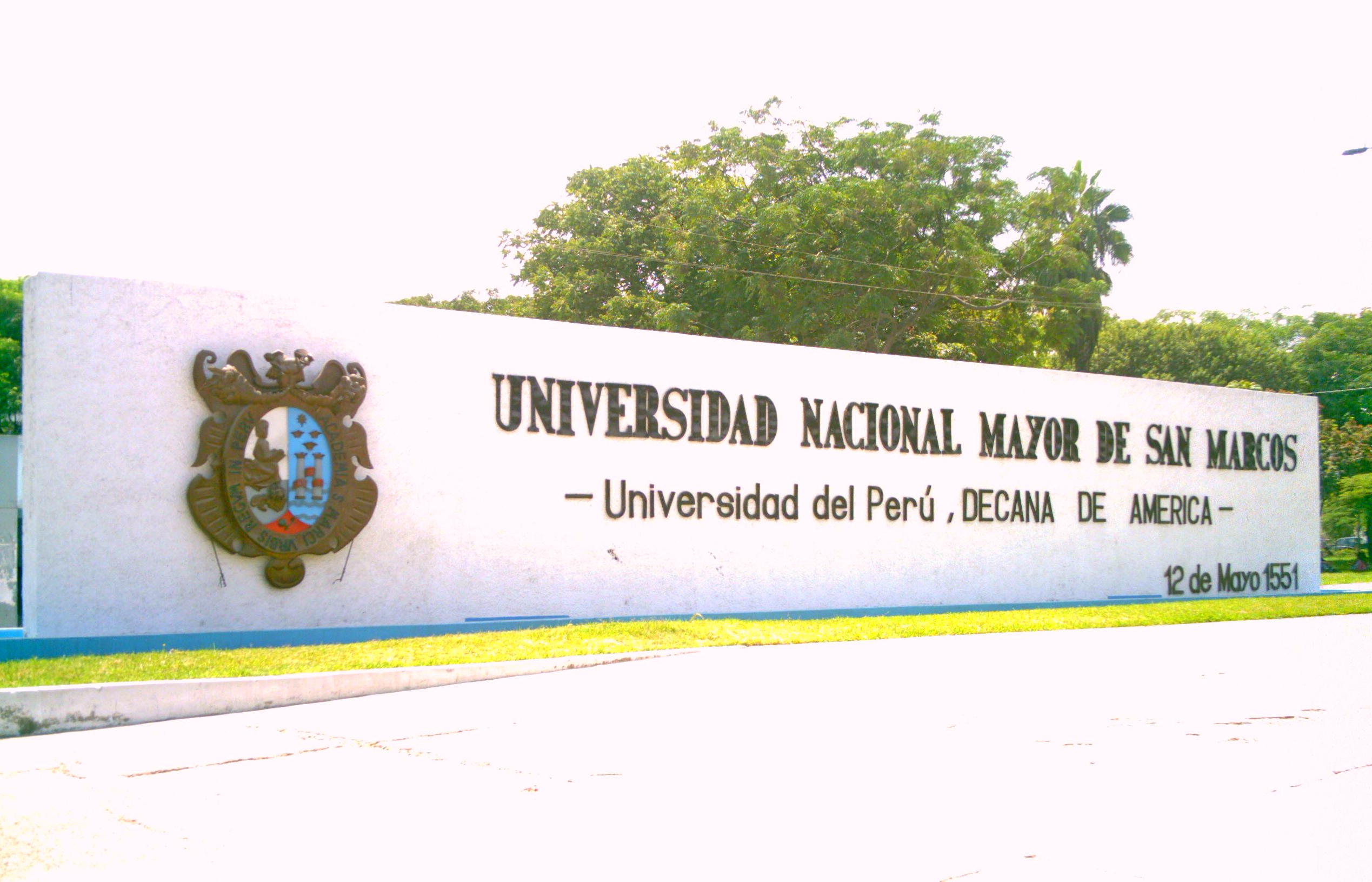
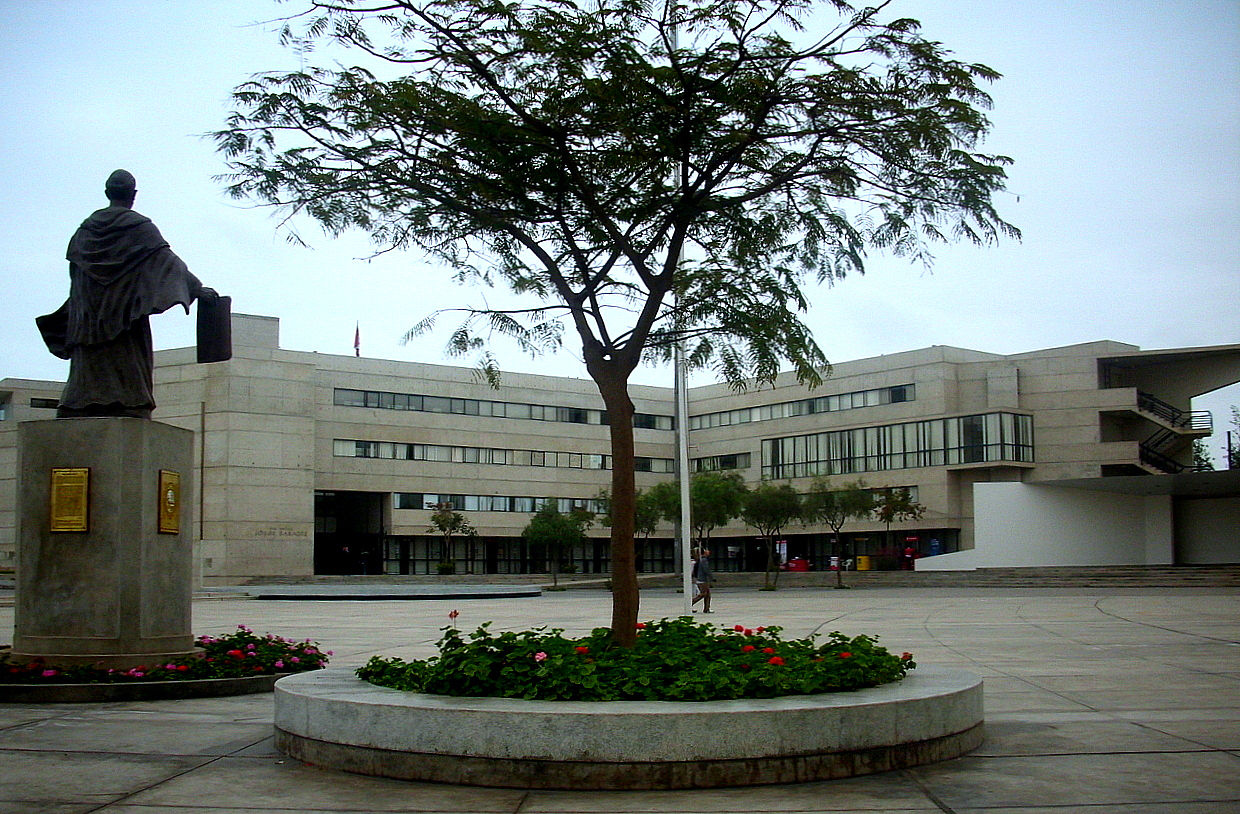
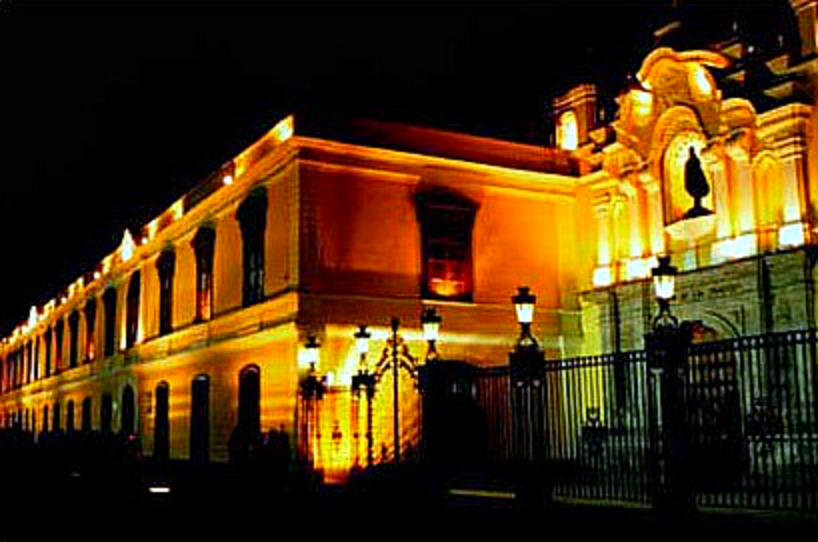

## Відомі випускники
- Santiago Antúnez de Mayolo
- José María Arguedas
- Jorge Basadre
- Alfredo Bryce Echenique
- Daniel Alcides Carrión
- Honorio Delgado
- Gustavo Gutiérrez
- Víctor Raúl Haya de la Torre
- Cayetano Heredia
- Luis Alberto Sánchez
- Julio C. Tello
- Hipólito Unanue
- Abraham Valdelomar
- César Vallejo
- Federico Villarreal
- Алан Гарсія
- Маріо Варгас Льоса
- Рікардо Пальма